# Tiramina
A tiramina é uma monoamina derivada da tirosina. Tiramina é encontrada em bebidas e alimentos fermentados, como queijo e vinho. Pessoas com enxaqueca têm problemas com tiramina. A monoamina oxidase (MAO) é responsável pela degradação da tiramina.[carece de fontes?]